# Objaw kaszlowy
Objaw kaszlowy – objaw z grupy objawów otrzewnowych. W związku ze wzrostem napięcia mięśni brzucha podczas kaszlu u chorego z zapaleniem otrzewnej występuje ból, odpowiednio:
- uogólniony, przy rozlanym zapaleniu otrzewnej
- miejscowy, przy ograniczonym zapaleniu otrzewnej